# Clean
Clean (en español, Limpio) es una canción del grupo inglés de música electrónica Depeche Mode compuesta por Martin Gore, publicada en el álbum Violator de 1990, la cual además se realizó en vídeo promocional.

## Descripción
Clean es un ejercicio orgánico-sintético el cual comienza con las cuerdas de un bajo eléctrico con pedal, que de hecho sienta la melodía básica, el sampler de un coro reprocesado en volumen bajo que simula ser una base sintética, y al poco una serie de efectos electrónicos que lo vuelven por tempos un tema totalmente sintético; los efectos electrónicos van progresando hacia los estribillos hasta volverse una suerte de máquinas alteradas y se llega a intervalos de silencio. Además de ello, Clean cuenta con una grave percusión acústica, la cual fue interpretada por Alan Wilder para la grabación del disco. Sin embargo, antes que nada Clean es un tema tecno pues todo el resto de la musicalización está compuesta por una sofisticada base electrónica que le da una cualidad muy oscura, lo cual lo volvería representativo del álbum Violator. La coda además es muy larga, y está realizada con una base sintética de sonido dramático muy parecida a la de su tema clásico de 1986 Stripped, acompañada con la misma percusión.
Por su parte el acompañamiento de cuerdas sería un recurso destacado en otros temas de ese álbum como Personal Jesus, Enjoy the Silence e incluso la que le antecede en el orden progresivo del disco, Blue Dress.
El álbum contiene además un interludio instrumental (en realidad son dos) simplemente llamado Interlude # 3, después de Blue Dress, y hacia la conclusión de éste es donde verdaderamente da inicio Clean, cuando comienzan a escucharse sonidos muy extraños, como de ronroneos con un efecto de vacío.
La letra en apariencia es muy simplista, pero más bien habla de pureza tras de haber dejado atrás todos los problemas y sufrimientos para llegar a un estado de satisfacción personal o de fortaleza, con lo cual el tema es en realidad muy emocional. Como curiosidad, la única sección donde tiene segunda voz es en un estribillo y la hace Andrew Fletcher, diciendo solo “Sometimes” (A veces), aunque también se puede escuchar a través de algunas secciones la voz de Martin Gore en volumen bajo repitiendo Clean.
Sobre ello, Clean es prácticamente el tema más oscuro contenido en el álbum Violator, mucho más cercano a los estándares del Dark Wave y esencialmente más parecido a los temas Shake the Disease, la mencionada Stripped y Black Celebration del álbum homónimo que a otros temas de discos anteriores.

## Vídeo promocional
Clean es de los únicos cuatro temas de DM de los cuales se ha realizado vídeo promocional sin lanzarla como disco sencillo ni como lado B; los otros son Halo, también del álbum Violator, así como One Caress del Songs of Faith and Devotion y Pimpf del Music for the Masses, aunque estos dos últimos si fueron lados B.
El vídeo, como todos los de aquella época de auge de DM, fue dirigido por el fotógrafo holandés Anton Corbijn, se hizo en exclusiva y hasta ahora solo aparece en la colección Strange Too de ese mismo año, y como curiosidad está continuado con el de Halo que igualmente fue exclusivo para esa recopilación.
Este muestra a Martin Gore, quien contempla una pantalla sobre la cual se proyectan imágenes de los otros integrantes de DM y de la propia palabra Clean siendo escrita, mientras al mismo tiempo tiene un sensual encuentro con una chica, y en los momentos más sexuales es cuando los rostros de los demás miembros de DM parecen contemplarles.

## En directo
Clean sería un tema muy apreciado por los seguidores del grupo, pese a haber sido incluido apenas en tres giras de DM, la correspondiente al álbum, World Violation Tour, el Exotic Tour y durante el Exciter Tour, donde se alternaba con Condemnation; de hecho existe la anécdota de que muchos esperaban que apareciera interpretado en el concierto en DVD One Night in Paris, y se sintieron decepcionados al respecto de que no se incluyera.
Para las interpretaciones originales, Alan Wilder tocaba, igual que en la propia grabación del disco, la percusión. En años posteriores se llevó a cabo simplemente con batería, mientras la única parte de segunda voz la hacía Martin Gore.
Para 2010, se incorporó en la gira Tour of the Universe en una versión acústica con solo musicalización de sintetizador en modo piano por Peter Gordeno y cantada por Martin Gore, quien además prestaba acordes de guitarra.
- Datos: Q5772345